# Cuisine de Bosnie-Herzégovine
La cuisine bosnienne (bosnien : bosanska kuhinja) est équilibrée entre les influences orientales et occidentales. De nombreux plats traditionnels sont préparés à partir des mêmes recettes depuis des centaines d'années. Les plats sont simples à faire, riches en légumes et principalement constitués de bœuf, d’agneau et de volaille, bien que les chrétiens bosniens consomment du porc. Les animaux sont élevés en liberté et sans hormones ni produits chimiques ajoutés.
Les spécialités locales sont : ćevapi, burek, pita, dolma, sarma, bosanski lonac, pilav, begova čorba, gulaš, ajvar et toute une gamme de douceurs orientales,,.
La région d'Herzégovine est propice à la culture de la vigne et à la production de vin et la rakija loza, tandis qu'en Bosnie centrale la rakija (l’eau-de-vie) est obtenue à partir de prunes, la šljivovica.

## Ingrédients
La cuisine bosnienne utilise de nombreuses épices, en quantité modérée. Les ingrédients typiques comprennent les tomates, les pommes de terre, les oignons, l'ail, les poivrons, les concombres, les carottes, le chou, les champignons, les épinards, les courgettes, les haricots frais, les prunes, le lait, le paprika et la crème appelée pavlaka.

## Plats de viande

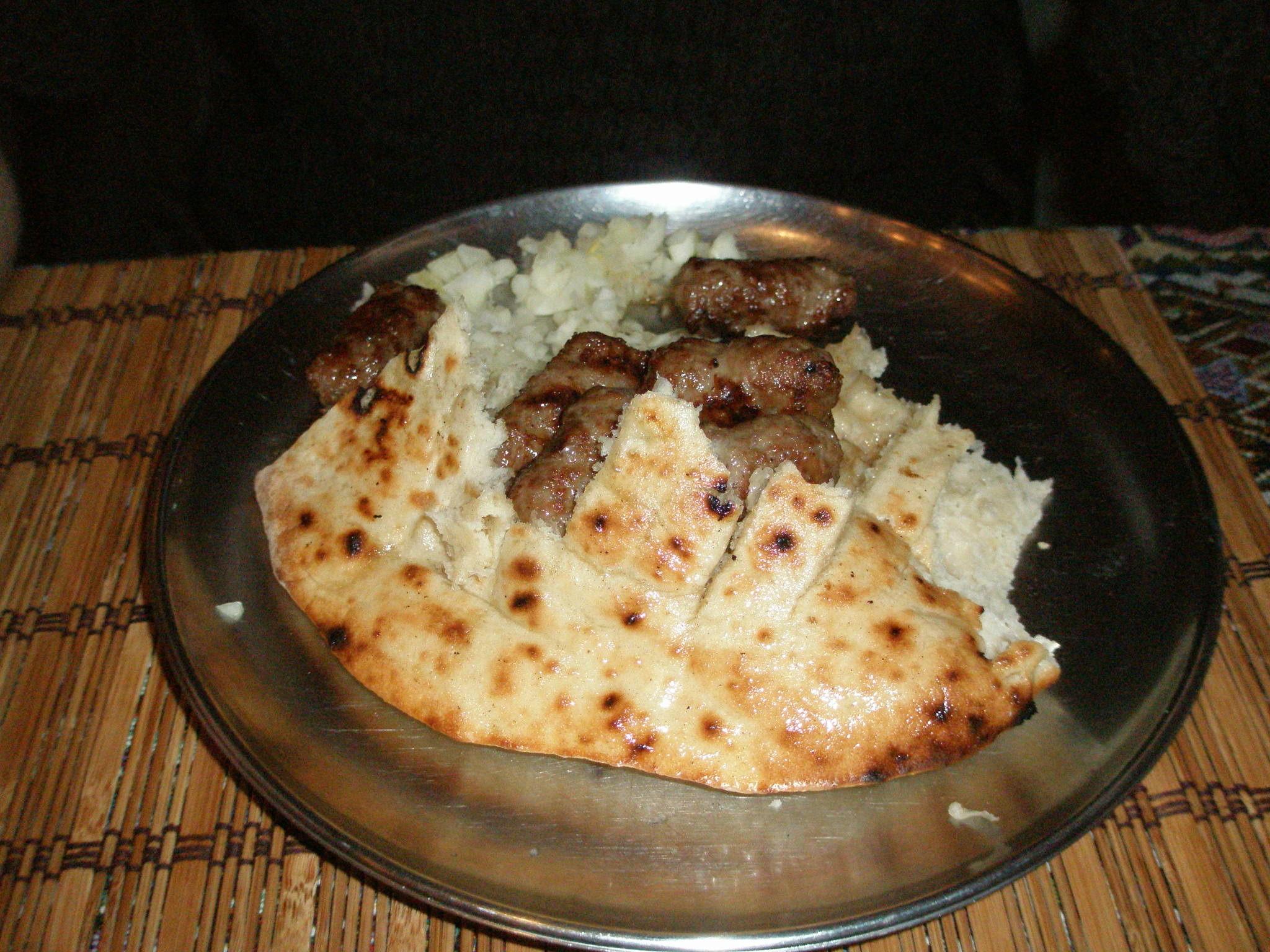
Ćevapi bosnien avec l’oignon dans un somun.

- Begova čorba : soupe populaire de Bosnie (čorba), crémeuse au poulet, carotte, pomme de terre et céleri[4].
- Bosanski lonac[4] : plat national de la Bosnie. C’est un ragoût apprécié pour son goût riche et sa flexibilité. Les recettes varient considérablement selon les préférences personnelles et régionales, mais les ingrédients principaux comprennent généralement de la viande et des légumes en morceaux.
- Burek, pita : plat traditionnel bosnien. De la pâte filo fourrée à la viande, roulée en spirale et servie coupée en tronçons[5]. Le même plat garni de fromage s'appelle pita sirnica, un avec des épinards et du fromage zeljanica, un avec des pommes de terre krompiruša. Toutes ces variétés sont génériquement appelées pita[6].
- Ćevapi : plat traditionnel bosnien de viande hachée et grillée, à base d'agneau et de bœuf servi avec des oignons dans du pain plat (somun, lepinje)
- Ćufte : boulettes de viande hachée, mélangées à des épices ou des oignons, dans un curry épicé.
- Dolma : spécialité comprenant une grande quantité de légumes comme des aubergines, des poivrons ou encore des courgettes. Les légumes sont farcis à la viande hachée, des oignons, des épices, et au riz.
- Gulaš : plat à base de bœuf mijoté, de paprika et de pommes de terre.
- Grah : sorte de cassoulet. Plat traditionnel de haricots avec de la viande.
- Hercegovački japrak : feuilles de vigne farcies de viande hachée et riz.
- Kulaci, klepe : boulettes de viande farcies avec une texture semblable à des raviolis, à base de farine, d'œufs et de sel. Les klepe sont généralement trempés dans la pavlaka.
- Kvrguša, kljukuša : plat préparé en faisant cuire des morceaux de poulet et une pâte à crêpe dans un plat au four, puis en ajoutant du Kajmak par-dessus.
- Meso ispod sača, peka : un plat en métal est placé sur des charbons ardents, la nourriture est déposée dans le plat et coiffée d'un couvercle en métal ou en céramique qui est ensuite complètement recouvert de braises et mis à cuire.
- Moussaka : plat composé de couches d'aubergine, de tomate et de viande hachée.
- Pače : plat préparé à base de pieds de bœuf ou de veau.
- Pljeskavica : plat de viande hachée qui est le plus souvent grillée.

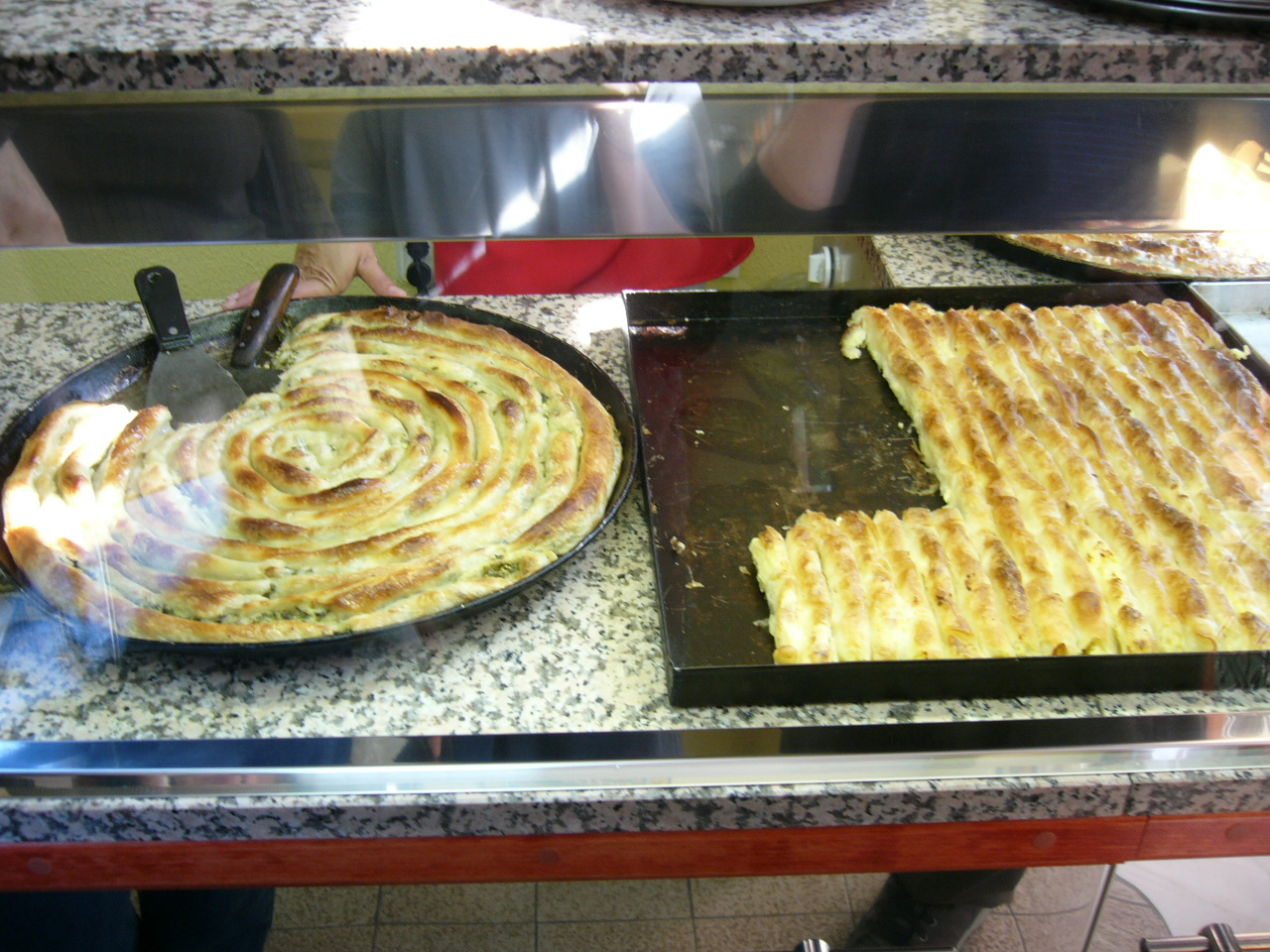
Pita zeljanica, sirnica.

- Sarma : viande et riz enveloppés dans des feuilles de chou.
- Škembići : tripes.
- Sogan dolma : oignon farci de viande hachée.

## Plats de légumes
- Bamija : ragoût de gombo au veau.
- Buranija : ragoût composé de haricots verts et de morceaux de veau mélangés avec des carottes et de l'ail.
- Đuveč : ragoût de légumes.
- Kačamak : plat bosnien composé de farine de maïs et de pommes de terre.
- Kljukuša : plat de pâtes traditionnel avec de la crème sure[7] ou du lait aigre et de l'ail. Dans certaines régions, il est fabriqué à partir de pommes de terre râpées.
- Pilav : plat de riz ou de blé concassé cuit dans un bouillon assaisonné, additionné d'épices et de légumes.
- Sataraš : plat à base de poivrons, d'aubergines, d'oignons et de tomates.
- Tarhana : soupe bosniaque typique avec des pâtes faites maison.

## Apéritifs
- Meze : assortiment de viandes, de légumes, de fromages ou autres petits plats servis avant un repas ou pendant les fêtes (sijelo, teferić, akšamluk)[réf. nécessaire]. La tradition veut que l'on boive et mange lentement tout au long de la journée.
- Pršuta : jambon fumé.
- Sudžuka : saucisse séchée de bœuf épicée.
- Suho meso : viande de bœuf séchée.

## Les fromages
- Blatnički sir : fromage blanc de Vučija planina et Blatnica.
- Duvanjski sir : fromage sec de Duvno.
- Iz mjeha : fromage fort et sec qui ressemble au parmesan.
- Kajmak : la couche supérieure écrémée de lait, crémeux et extrêmement savoureux (semblable à la crème fraîche).
- Livanjski sir : fromage jaune, sec de Livno.
- Pavlaka : type de crème de lait (crème sure).
- Trapist : fromage jaune semi-dur.
- Travnički sir : fromage blanc qui ressemble à de la feta de la région de Travnik. Mets un peu salé et très apprécié lors de meze.
- Vlašićki sir : similaire au fromage Travnički. C'est un fromage des Highlands des villages sur la montagne Vlašić.

## Des pâtisseries et assaisonnement
- Ajvar
- Đevrek : pain circulaire, généralement incrusté de graines de sésame ou de lin.
- Kifle : petit pain préparé en forme de croissant ; très populaire au petit déjeuner.
- Maslanica : burek sans farce.
- Pogača : pain à croûte molle réalisé à partir de farine blanche ou bise, de levure de boulanger et de lait tiède.
- Proha : pain composé de semoule de maïs et de farine de blé, ainsi que d'œufs et d'huile de tournesol.
- Somun, lepinja : pain plat du Moyen-Orient de forme ronde.
- Uštipci : petites boules de pâte frite pouvant être sucrées avec du chocolat, du miel, de la confiture, ou salées avec des légumes, de la viande et du fromage.
- Vegeta

## Plats sucrés

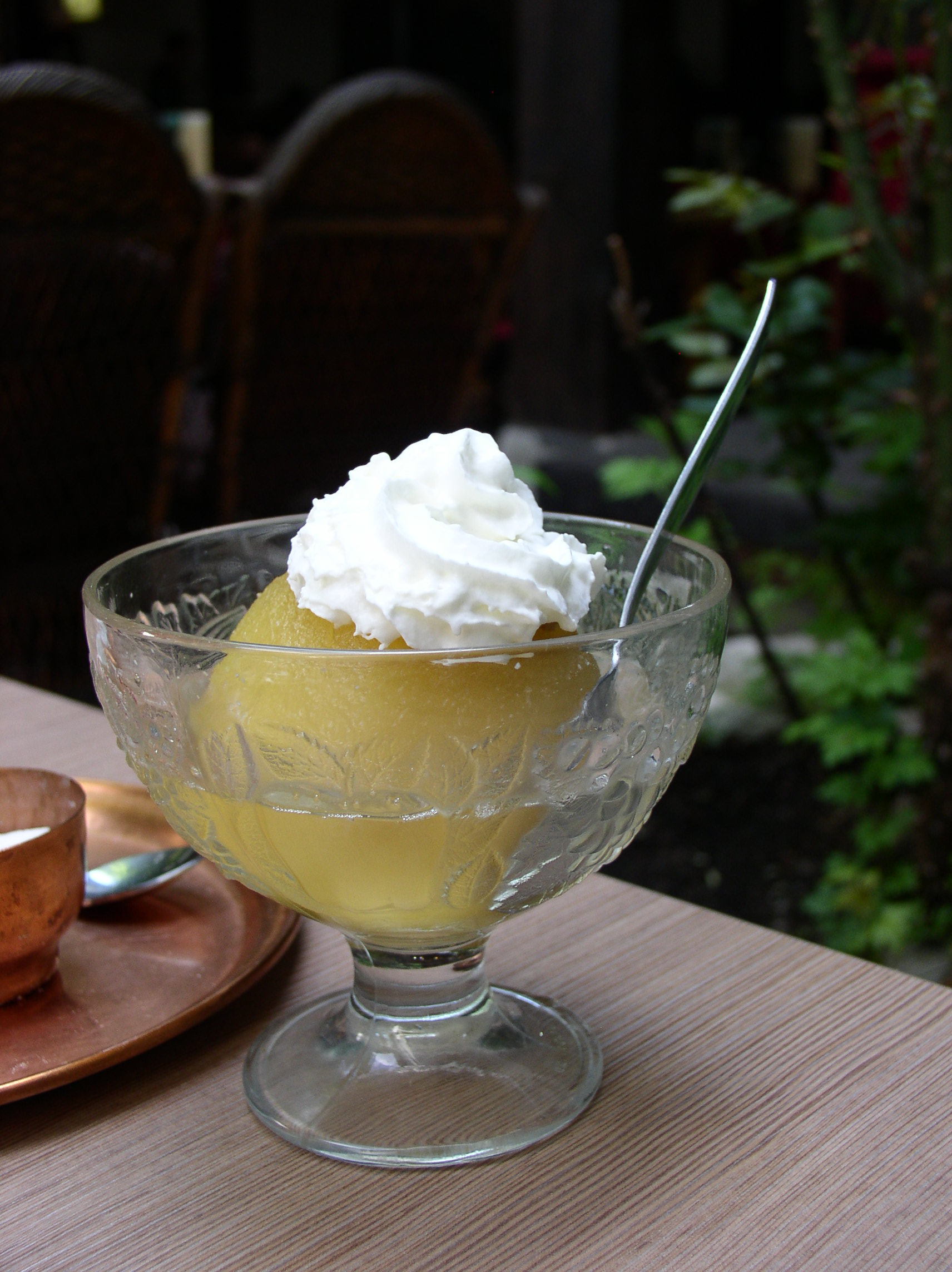
Tufahija.

- Baklava : pâte feuilletée farcie aux noix, trempée dans du sirop de sucre ou du miel.
- Ćetenija : dessert traditionnel bosniaque en forme de filaments. Le plat se prépare pendant les fêtes en hiver.
- Gurabija : type de biscuit sablé rond et plat généralement fait de farine, de sucre et d'huile.
- Halva : plat fait de farine, de sucre et de graisse.
- Hurmašice : pâte en forme de datte, imbibée de sirop sucré[8].
- Kadaif : pâte fine et fibreuse, arrosée de sirop sucré.
- Lokumi : biscuits secs.
- Rahatlokum : friandise à base d'amidon de maïs et de sucre, avec des noix ou d'autres saveurs.
- Pekmez : sirop de fruits épais, brun foncé et plus ou moins sucré selon le fruit utilisé (prunes ou pommes).
- Pita od jabuka : version de pita sucrée, fourrée avec des pommes.
- Ruske kape (« casquette russe »).
- Ružica : semblable au baklava, mais cuit en petits rouleaux.
- Šampita : dessert de type meringue fouettée avec une croûte de pâte filo.
- Šljivopita (tarte aux prunes) : prunes, farine et sucre.
- Tufahije : pommes bouillies farcies aux noix et crème fouettée[9].
- Tulumbe : pâte frite avec du sirop.
- Sutlijaš : riz au lait.

## Boissons alcoolisées
- Konjak
- Liker : boisson alcoolisée sucrée.
- Loza : eau-de-vie de raisin.
- Pivo (bière) : les bières locales sont la Sarajevsko, une bière blonde et légère produite depuis 1864, Nektar, Premium et Hercegovačko.
- Rakija : eau-de-vie de prunes (šljivovica), de pomme (jabukovača) et de poire (kruskovača).
- Vinjak
- Vino (vin) : provient d'Herzégovine où le climat est propice à la culture du raisin : Blatina, Žilavka, Vranac[10].

## Boissons non alcoolisées

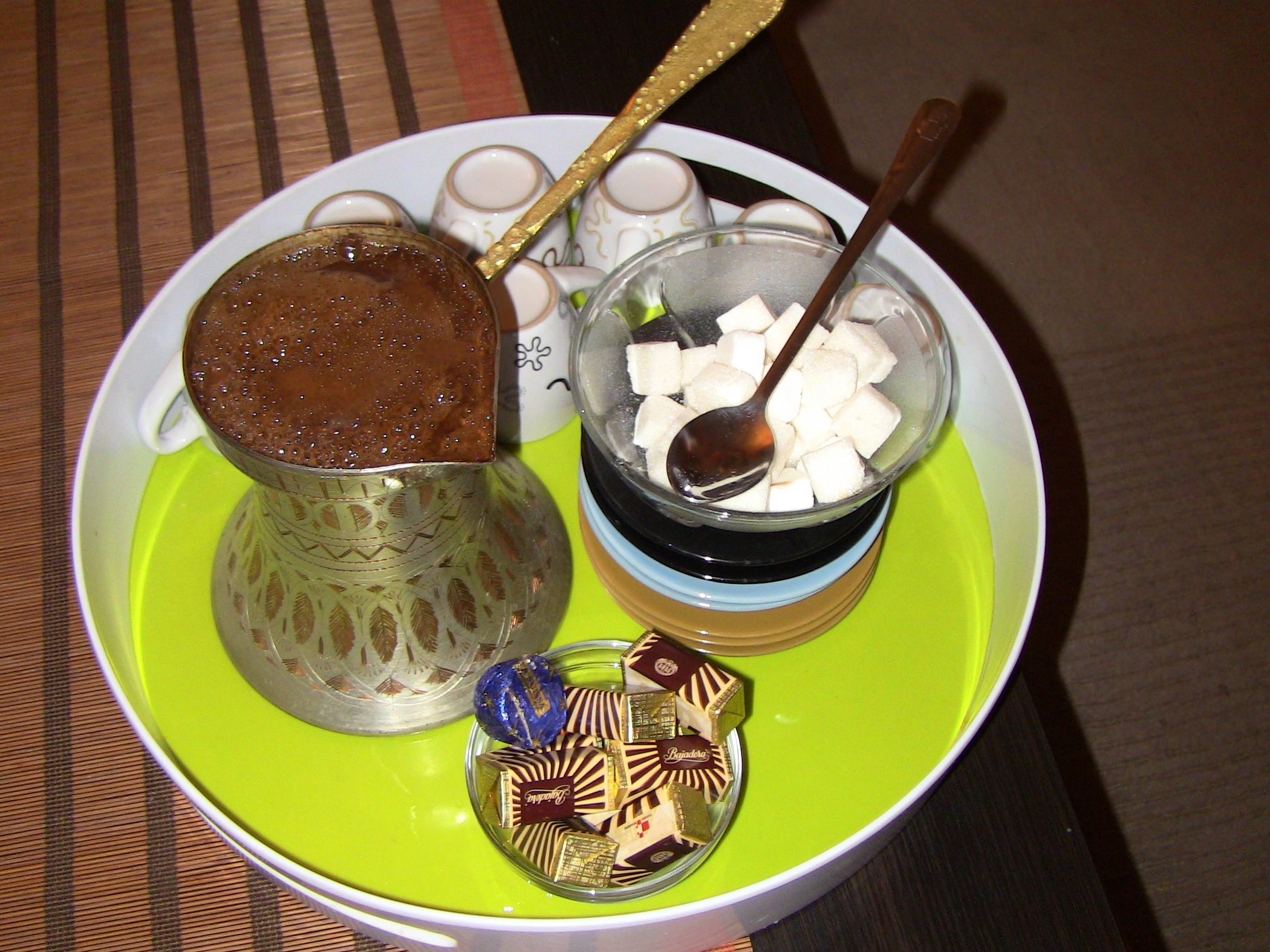
Café bosnien.

- Boza : boisson non alcoolisée et rafraîchissante à base de maïs fermenté.
- Čaj : tisane.
- Eau minérale de haute qualité : Sarajevski kiseljak, Vitinka, Tešanjski dijamant.
- Jus de fruits.
- Kéfir : boisson lactée.
- Kahva, kafa, kava : café traditionnel, café turc (café non filtré).
- Limunada : citronnade.
- Salep : boisson que l'on confectionne avec la farine faite à partir de tubercules d'orchis.
- Šerbe : boisson préparée à partir de fruits ou de pétales de fleurs.

## Ustensiles de cuisine
- Džezva
- Ibrik
- Sač, peka
- Sahan
- Tanjir
- Tepsija

## Galerie

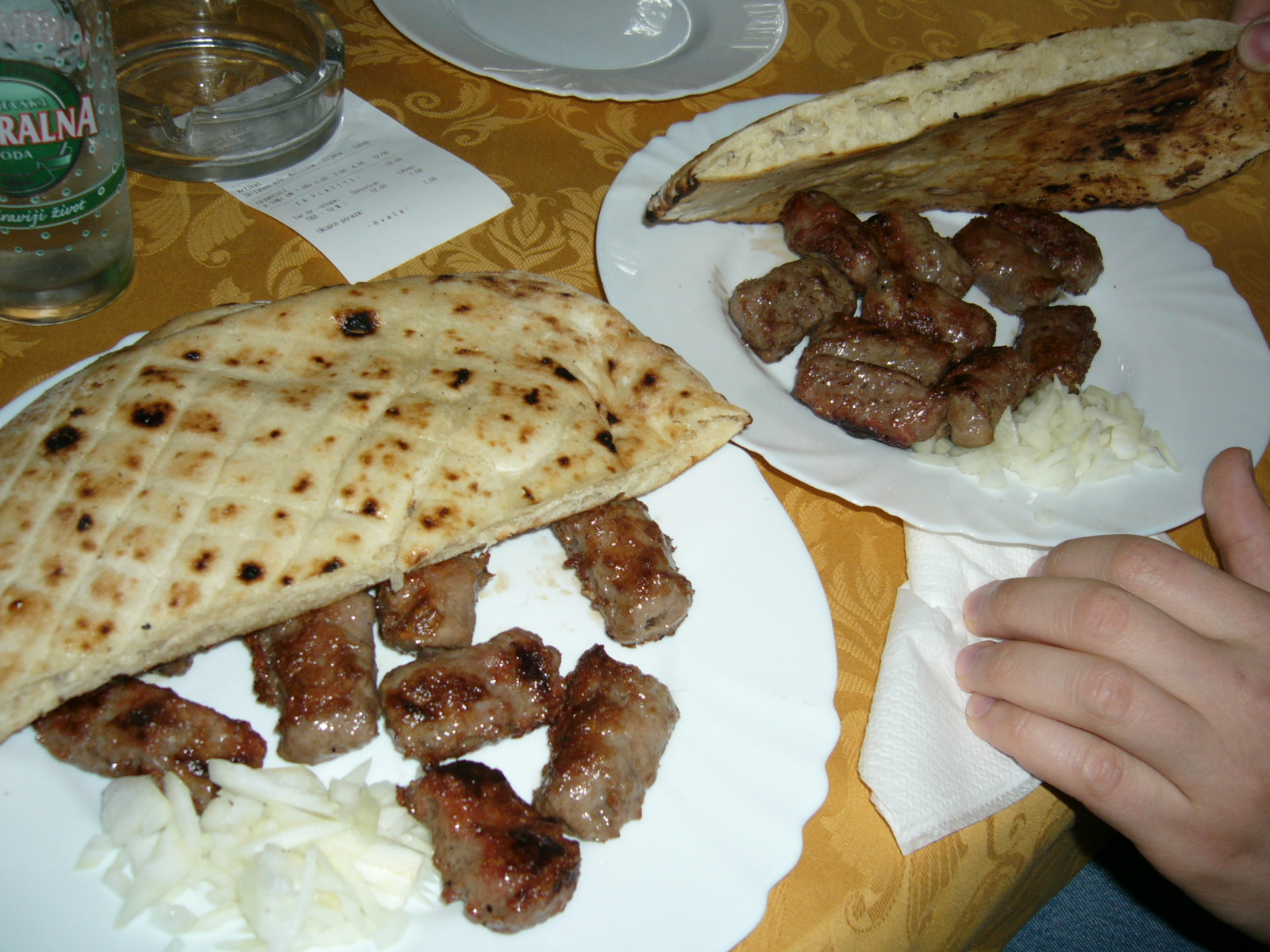
Sarajevski ćevapi.
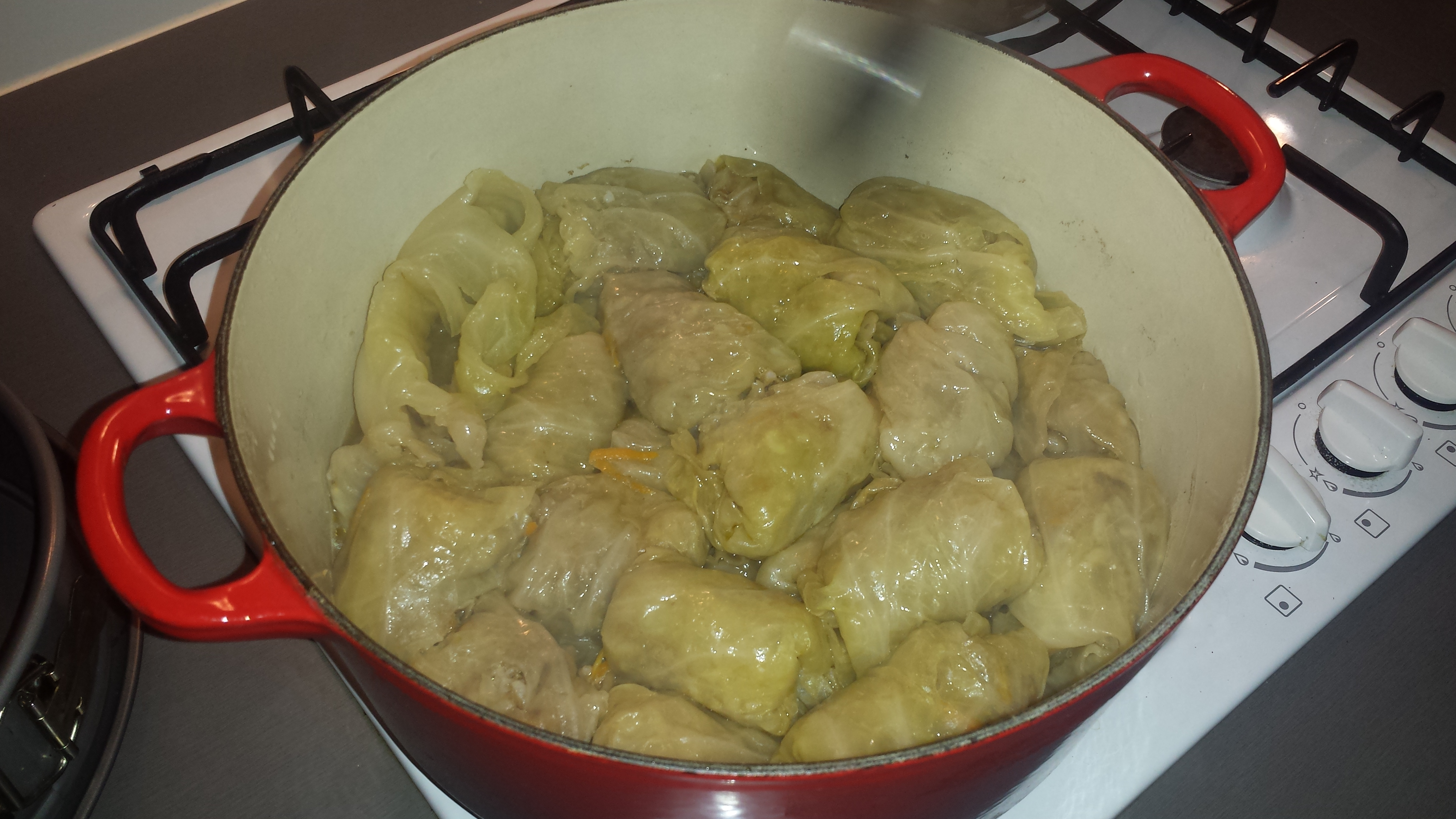
Sarma.
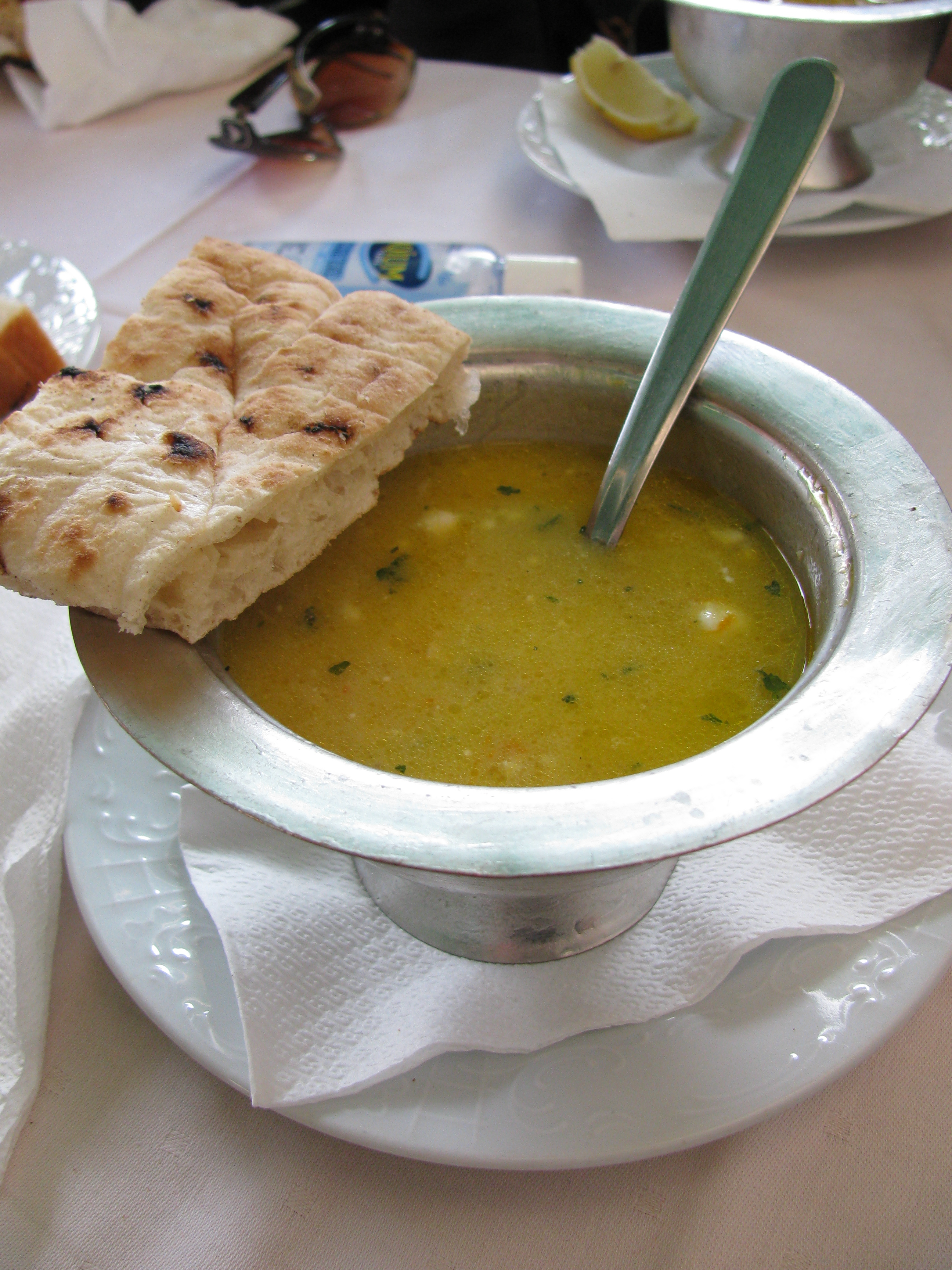
Begova čorba.
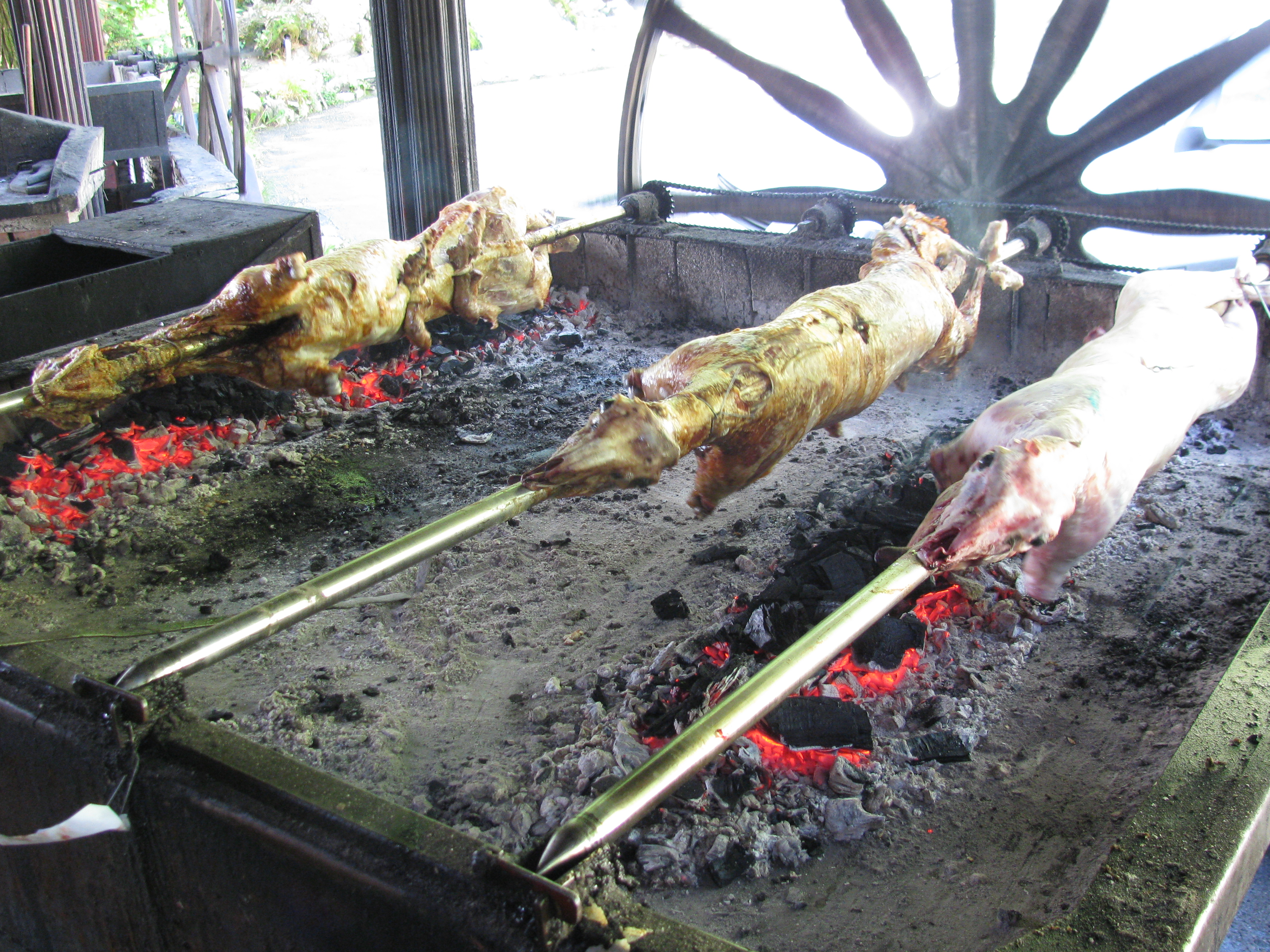
Agneau rôti à la boshe-jablanica.
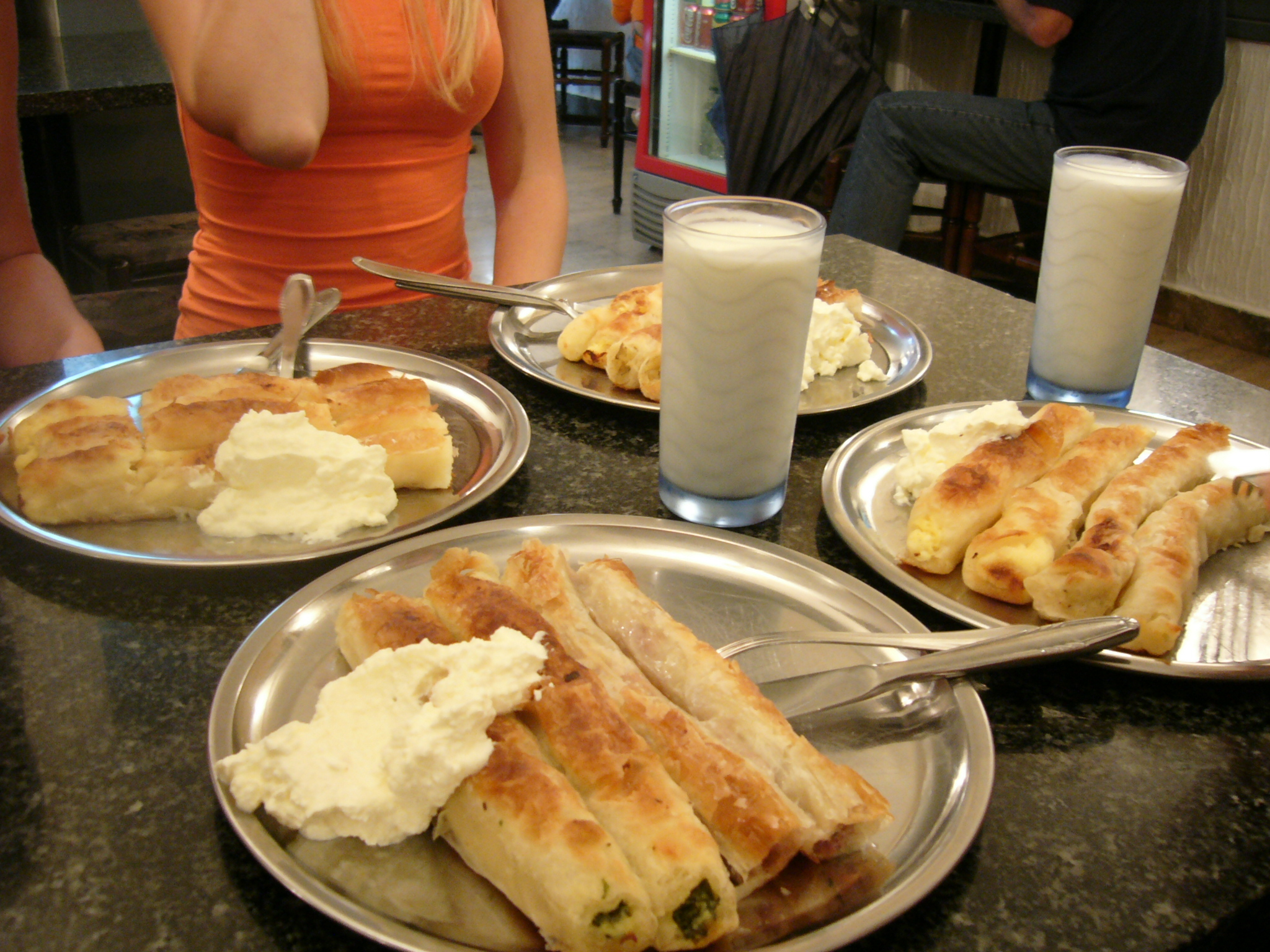
Pita bosnien.
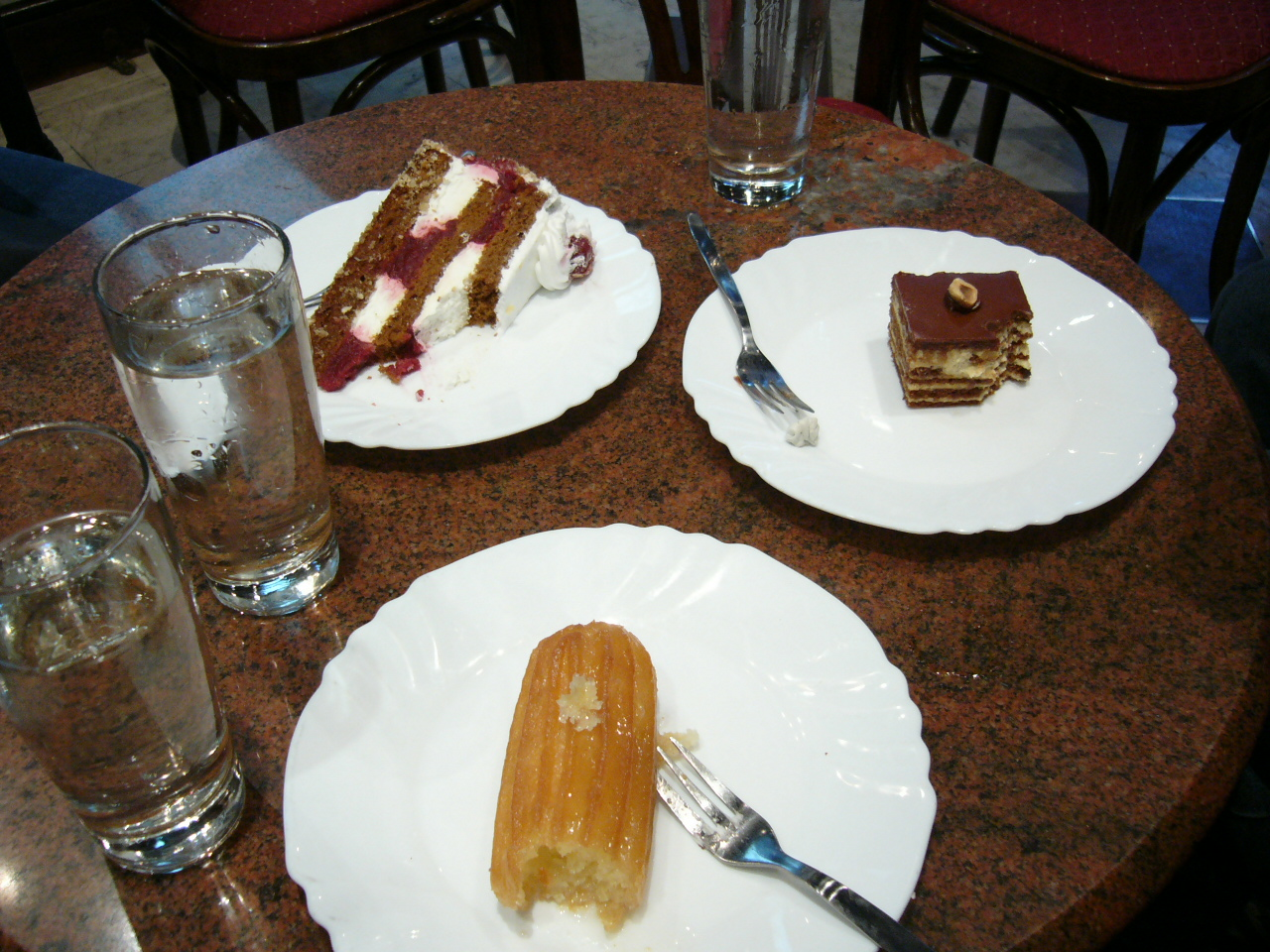
Tulumba.